# 臺北市立明德國民中學
25°06′29″N 121°31′08″E / 25.1081869°N 121.5189787°E

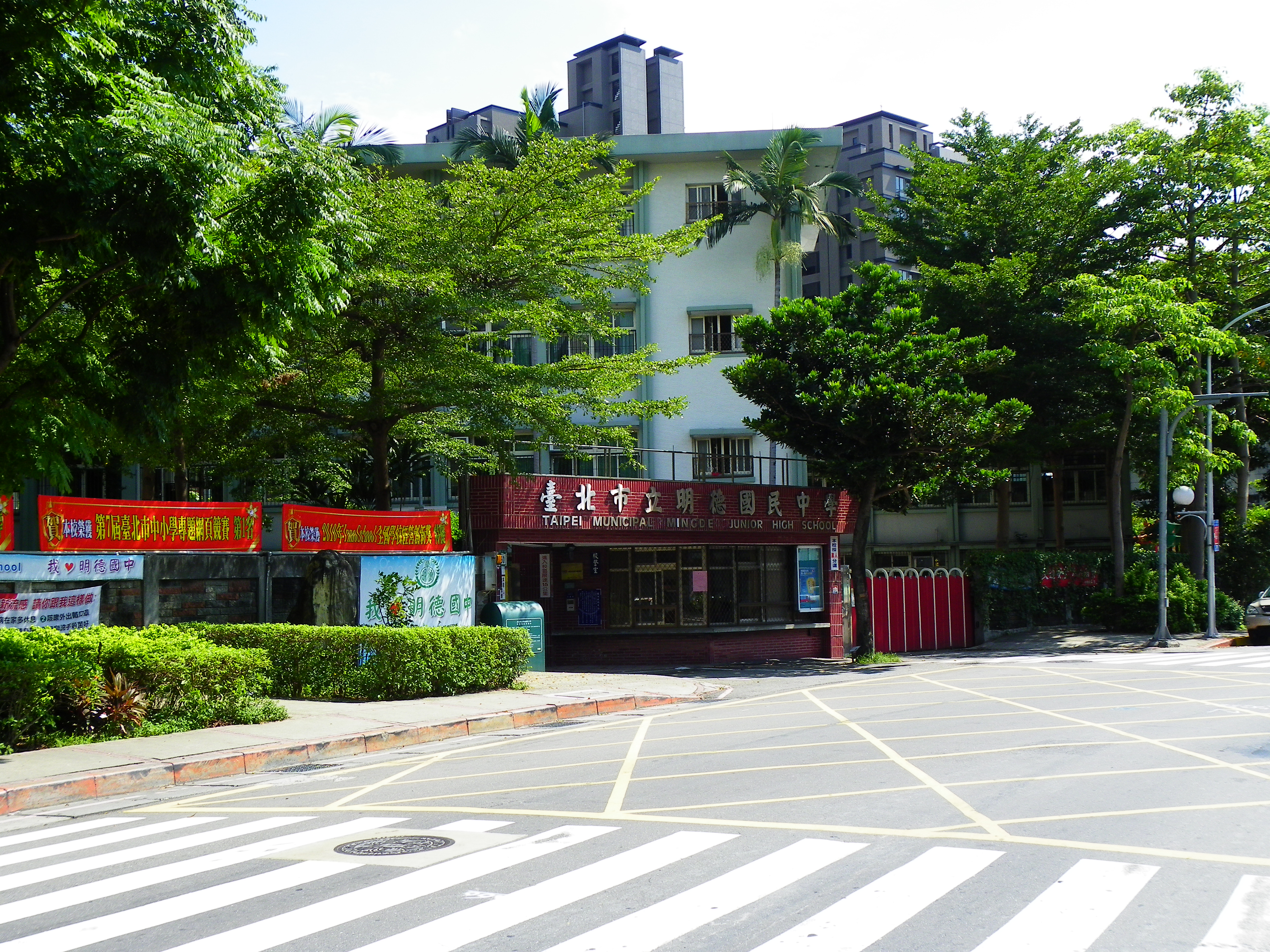
臺北市立明德國民中學

臺北市立明德國民中學，簡稱明德國中，位於台灣臺北市北投區明德路，創立於1968年，佔地約為6000坪。

## 歷史
1968年因始實施九年國民義務教育需要增設國民中學，由黃中興校長籌備建校，校舍由修澤蘭設計師設計，最初校名為「臺北市陽明山管理局明德國民中學」。當時在北投區同時成立的國民中學還有新民國中、至善國中，三所學校的名稱是共同取自《大學》首章「大學之道，在明明德，在新民，在止於至善」。1974年因陽明山管理局改制，學校改隸屬台北市政府管轄，更名為「臺北市立明德國民中學」；此後知行樓、學生活動中心陸續於1977年、1983年落成啟用。

## 歷任校長
| 任次 | 姓名   | 任職時間             |
| ---- | ------ | -------------------- |
| 1    | 黃中興 | 1968年－1973年7月    |
| 2    | 高堂忠 | 1973年8月－1975年7月 |
| 3    | 馬鴻勛 | 1975年8月－1985年7月 |
| 4    | 鄭顯三 | 1985年8月－1990年7月 |
| 5    | 方紹孔 | 1990年8月－1995年1月 |
| 6    | 陳芙蓉 | 1995年2月－2001年7月 |
| 7    | 葛虹   | 2001年8月－2009年7月 |
| 8    | 曾美蕙 | 2009年8月－2015年7月 |
| 9    | 徐秀婕 | 2015年8月-2018年7月  |
| 10   | 劉文鴻 | 2018年8月-2024年7月  |
| 11   | 楊啟明 | 2024年8月-迄今       |

## 校友
- 陳詩欣：一原臺灣獲得奧運金牌之人，為臺灣史上拿到第一面奧運跆拳道金牌得主
- 文姿云：2020年夏季奧林匹克運動會空手道女子55公斤級銅牌選手
- 葉明煌：紐西蘭棒球國家隊教練
- 楊榮宗：2005、2009、2013年澳洲墨爾本聽障奧運雙打金牌
- 何明果：大同大學校長
- 連信仲：台北城市科技大學校長
- 龔大中：奧美廣告創意總監
- 辰亦儒：歌手，為前任飛輪海成員
- 翁國豪：台灣演員
- 簡鳳君：參加超級星光大道第三屆比賽，獲得第四名
- 谷懷萱：曾任幼獅廣播電台主持人，真相新聞台、TVBS及東森電視台記者兼主播
- 賴素如：曾任台北市議員
- 張寧：前國家籃球隊國手

## 鄰近周邊
- 中正高中
- 明德國小
- 台北捷運明德站

## 外部連結
- 臺北市立明德國民中學 （页面存档备份，存于）
- 臺北市立明德國民中學校園活動花絮的Facebook專頁